# Instructions de Berne
Les instructions de Berne désignent les directives adressées le 12 septembre 1940 par Léopold III de Belgique par la voie du comte Louis d'Ursel, ambassadeur de Belgique en Suisse, au corps diplomatique belge sur l'attitude de neutralité à adopter vis-à-vis de l'Allemagne nazie. Cette politique, prônée par un Roi qui est dans l'impossibilité de régner, et incompatible avec celle défendue par les ministres à Londres, constitue un des éléments reprochés au Roi lors de la Question royale.

## Contexte
Durant l'été 1940, le corps diplomatique belge est laissé sans instruction. 
Les diplomates qui demandent des informations ou des directives au ministère des Affaires étrangères à Vichy ne reçoivent aucune réponse. Certains ambassadeurs craignent que le Gouvernement a virtuellement cessé d'exister puisqu'il ne manifeste aucune activité et paraît avoir abandonné volontairement son restant de pouvoir. En effet, les tentatives du gouvernement d'entrer en négociation avec l'Allemagne et la proposition de démission faite au Roi en juin et juillet sont connues du corps diplomatique. À l'inverse, le fait qu'un gouvernement, réduit à quatre membres (dont deux sont retenus en Espagne), est toujours en place et entend poursuivre la lutte depuis Londres, n'est pas encore bien connu. Certains diplomates demandent alors au Palais des instructions, bien que le Roi soit, du fait de sa qualité de prisonnier, dans l'impossibilité de régner en application de l'article 82 de la Constitution.
Dans une lettre qu'il adresse au Roi fin juillet, le ministre De Vleeschauwer explique sa politique qui implique que "fidèle à sa parole, la Belgique doit exercer dans la mesure de ses moyens, tous ses efforts à soutenir ceux dont la victoire lui rendra sa liberté. Nous devons employer au service de la cause commune toutes les ressources économiques de la Colonie... Nous fournirons à l'Empire britannique tous les produits qui peuvent lui être utiles". En réponse, le chef du Cabinet du Roi, Robert Capelle, envoie le 30 août 1940 une lettre dans laquelle il soutient : que la Belgique n'est alliée avec aucune puissance, que les troupes coloniales ne peuvent s'engager au-delà des frontières du Congo, que la Belgique n'est pas en guerre avec l'Italie, que les ministres doivent s'abstenir de toute déclaration au sujet du Congo.

## Déroulement des événements

### Prémices: télégramme du 7 septembre 1940
Robert Capelle adresse une autre lettre le 28 août à Louis d'Ursel, l'ambassadeur de Belgique à Berne, qu'il transmet à d'autres membres du corps diplomatique. Cette missive indique : "Nous n'avons jamais admis la thèse du gouvernement Pierlot, selon laquelle il existe une alliance entre la Belgique, la France et l'Angleterre. [...] En fait, la lutte a donc cessé entre la Belgique et l'Allemagne le 28 mai au matin. C'est vous dire que nous ne pouvons appuyer en aucune façon les ministres qui actuellement, soit de Londres, soit de Lisbonne, poursuivent une guerre qui est à l'opposé de notre intérêt et de la loyauté. Il est particulièrement répréhensible de risquer, ainsi que le fait De Vleeschauwer, d'entraîner le Congo dans la bagarre. Nous estimons que notre colonie doit observer une absolue neutralité, qu'elle doit maintenir au commerce le principe de la porte ouverte et que ses produits doivent être remis indistinctement contre paiement à tous ceux qui viennent en prendre livraison. Nous sommes énergiquement opposés à ce que la Force Publique soit détournée de sa mission qui est de maintenir l'ordre à l'intérieur et de répondre à une agression extérieure quelle qu'elle soit. [...] Il serait souhaitable que vous et vos collègues vous rétablissiez vos relations avec les représentants diplomatiques de l'Allemagne. Nous ne sommes plus, en fait, en guerre avec ce pays ; nous devons être loyaux, corrects".
À la suite de la réception de cette lettre, l'ambassadeur belge à Berne télégraphie le 7 septembre à l'ambassade de Belgique à Londres : "Selon instructions nous devons repousser la thèse d'une alliance avec nos garants qui nie notre sort au leur. Notre contrepartie ne dépassait pas engagement de défendre notre territoire. Pour nous la lutte a cessé le 28 mai. Il ne faut pas risquer d'entraîner dans la bagarre la colonie qui doit observer une neutralité absolue. Nous n'avons jamais été en guerre avec l'Italie".
Face à cette contestation de la politique gouvernementale, les ministres De Vleeschauwer et Gutt, mais aussi l'ambassadeur de Belgique à Londres, répondent au comte d'Ursel par un télégramme du 9 septembre. Ils concèdent que la Belgique n'a rien promis aux puissances alliées et qu'il n'y a pas d'alliance. De même, ils reconnaissent que la Belgique n'est pas en guerre avec l'Italie. Néanmoins, ils estiment notamment que la Belgique n'en est pas neutre pour autant puisqu'elle est toujours en guerre avec l'Allemagne ; que si la Belgique veut conserver le Congo, elle doit l'utiliser pour aider les Anglais ; que si la Belgique reste neutre, le gouvernement britannique reconnaîtrait un "Gouvernement révolutionnaire" auquel serait remis l'or de la Banque nationale ; que les Anglais seront probablement vainqueurs de la guerre et que les Belges gagneraient à rester dans leur camp plutôt que d'adopter une attitude neutre.

### Les instructions: la politique de Bruxelles s'oppose à celles de Londres
Le 11 septembre, Jacques Davignon se déplace en Suisse afin de communiquer au comte d'Ursel les instructions du Roi afin que ce dernier les transmette à l'ensemble du corps diplomatique belge. Celles-ci n'ont pas varié depuis la lettre du 28 août. Jacques Davignon ajoute que le corps diplomatique devrait garder une grande réserve et se cantonner dans les affaires administratives. 
À la suite de cette entrevue, le comte d'Ursel expédie le 12 septembre les instructions de Berne. Il s'adresse à un grand nombre de chefs de postes diplomatiques belges sous la forme d'une lettre circulaire. Ces instructions indiquent qu'il n'y a pas d'alliance entre la Belgique, la France et l'Angleterre ; que la lutte a cessé entre la Belgique et l'Allemagne ; que l'attitude des ministres pourrait être en opposition avec l'intérêt la loyauté de la Belgique ; que le Congo doit adopter une attitude de réserve et maintenir le commerce avec chaque pays ; que la Force Publique ne peut pas être utilisée dans le conflit que pour défendre le Congo ; que la Belgique n'est pas en guerre avec l'Italie ; que les diplomates se doivent d'entretenir des relations courtoises avec les représentants diplomatiques allemands et se cantonner aux affaires administratives.
Face à ce message qui allait à l'encontre des instructions qu'il avait communiqué, le gouvernement rappelle le 1er octobre au comte d'Ursel que le Roi est prisonnier de guerre et donc dans l'impossibilité de régner. Le 17 octobre, l'ambassadeur en Suisse répond qu'il continuera à suivre les instructions du Roi. Paul-Henri Spaak, alors arrivé à Londres, somme le 27 octobre le diplomate de reconnaître que le Roi est dans l'impossibilité de régner, que le Gouvernement exerce donc tous les pouvoirs en application de l'article 82 de la Constitution et que la Belgique est toujours en guerre contre l'Allemagne. Le comte refuse de se soumettre. 

### Fin de la politique bicéphale
Le 21 janvier 1941, Louis d'Ursel télégraphie à Londres que la politique du gouvernement "s'est écartée par endroits du point de vue du Palais" et qu'il ne peut donc la suivre entièrement. Le 26 janvier, le gouvernement décide de rappeler le ministre à Berne, bien qu'il doute que la Suisse acceptera son successeur. Aux alentours du 13 février, le comte d'Ursel finit par se soumettre, probablement à la demande du Roi qui suit en cela l'évolution de l'opinion publique belge. 

## Impact des instructions

### Auprès des autres diplomates belges
La plupart des missions diplomatiques n'adhèrent pas aux instructions de Berne. 
Georges Theunis, ancien premier ministre, ambassadeur extraordinaire aux États-Unis, répond par une lettre corrosive qui va connaître une certaine publicité en Belgique, en particulier parmi les résistants. Il demande au comte d'Ursel "Ne voyez-vous pas que l'abstention dans un conflit de cette envergure est par elle-même une prise de position ? Votre lettre trahit donc une arrière-pensée politique que l'on pourrait résumer dans les termes suivants : il faut se mettre le plus rapidement possible du côté du plus fort. Soit. C'est une conception. Encore ne faut-il pas commettre d'erreur de calcul lorsqu'on suit une politique inspirée uniquement par les lois de la mécanique. La lettre de l'Ambassade du 20 septembre vous a fourni quelques facteurs qu'il serait imprudent d'omettre dans les calculs. Je suppose que vous n'êtes pas complètement au courant du rôle des États-Unis dans les affaires internationales. Aussi permettez-moi d'ajouter ceci : la reddition de notre Armée a été représentée ici comme un abandon et une trahison devant l'ennemi - devant une puissance que l'on considère ici comme l'ennemi. Aussi, avons-nous toutes les peines du monde à remonter le courant, en tâchant de faire apparaître cette reddition comme un acte nécessaire et honorable. Nous n'avons de chance d'y réussir que si la politique de notre Gouvernement est parfaitement claire. [...] Vous êtes Ministre de Belgique à Berne, et vous relevez de l'autorité de notre Gouvernement. Nous n'avons qu'un seul Gouvernement. Le Roi est prisonnier et, par conséquent, ne peut poser aucun acte politique". Cette réponse est également communiquée aux autres missions diplomatiques. 
Le ministre de Belgique à Sofia, André Motte, répond que "pour la sauvegarde des intérêts nationaux et l'accomplissement des devoirs de ma charge, ne pouvoir que me conformer aux ordres du Gouvernement de M. Pierlot".
Toutefois, quelques ambassadeurs ont suivi ces directives. C'est notamment le cas du vicomte André du Parc Locmaria à Bucarest, qui est rappelé en février 1941 et de Ferdinand du Chastel de la Howarderie à Athènes. 

### Auprès de l'opinion publique belge
En Belgique occupée, le document de Berne n'est connu que par un nombre très limité de personnes. En revanche, la réponse de l'ambassadeur Theunis reçoit une publicité clandestine.

### Auprès des Alliés
Le refus du comte d'Ursel de rentrer dans le rang irrite les Britanniques et les Américains.

## Question royale
Lors de l'épisode de la question royale, les instructions de Berne furent l'un des éléments mis à charge du Roi pour contester son attitude lors de la guerre.
À la Libération, alors que la question du retour du Roi commence à se poser, la presse publie la circulaire de Berne (des résumés dans La Dernière Heure, la totalité dans Le Soir et Le Peuple).
Le 25 juillet 1945, lors des débats à la Chambre sur le retour du Roi, Paul-Henri Spaak déclare "Le Roi a fait savoir à nos ministres à l'étranger, par les voies que je vous ai indiquées, qu'il fallait considérer que la guerre était finie en fait et que nous avions terminé et rempli nos obligations ; qu'il y avait une guerre dans laquelle la Belgique ne pouvait jouer aucun rôle, que nous devions nous contenter d'une indépendance réduite". Toutefois, les critiques relatives à ces instructions ne seront plus utilisées par la suite dans les débats.
Robert Capelle et les léopoldistes prétendirent durant les débats sur le Roi que les instructions furent l'œuvre du chef du cabinet du Roi et que Léopold y était étranger. Cette version des faits est toutefois contredite par Léopold III lui-même qui, reconnaît qu'à l'époque, il pense que bien qu'étant en impossibilité de régner, il ne peut "laisser la situation se détériorer [...] il faut répondre à nos représentants en poste à l'étranger, qui réclament des instructions. Des directives dans ce sens sont donc données au comte d'Ursel, notre ministre à Berne, pour qu'il les fasse connaître à nos chefs de mission". Mais il ajoute "Dès qu'un nouveau gouvernement belge sera reconstitué à Londres, les interventions de ce genre cesseront"